# توماس وريد
توماس وريد (بالألمانية: Thomas Wrede)‏ (و. 1963  م) هو فنان، ومصور ألماني، ولد في إزرلون.